# Języczek półkolisty

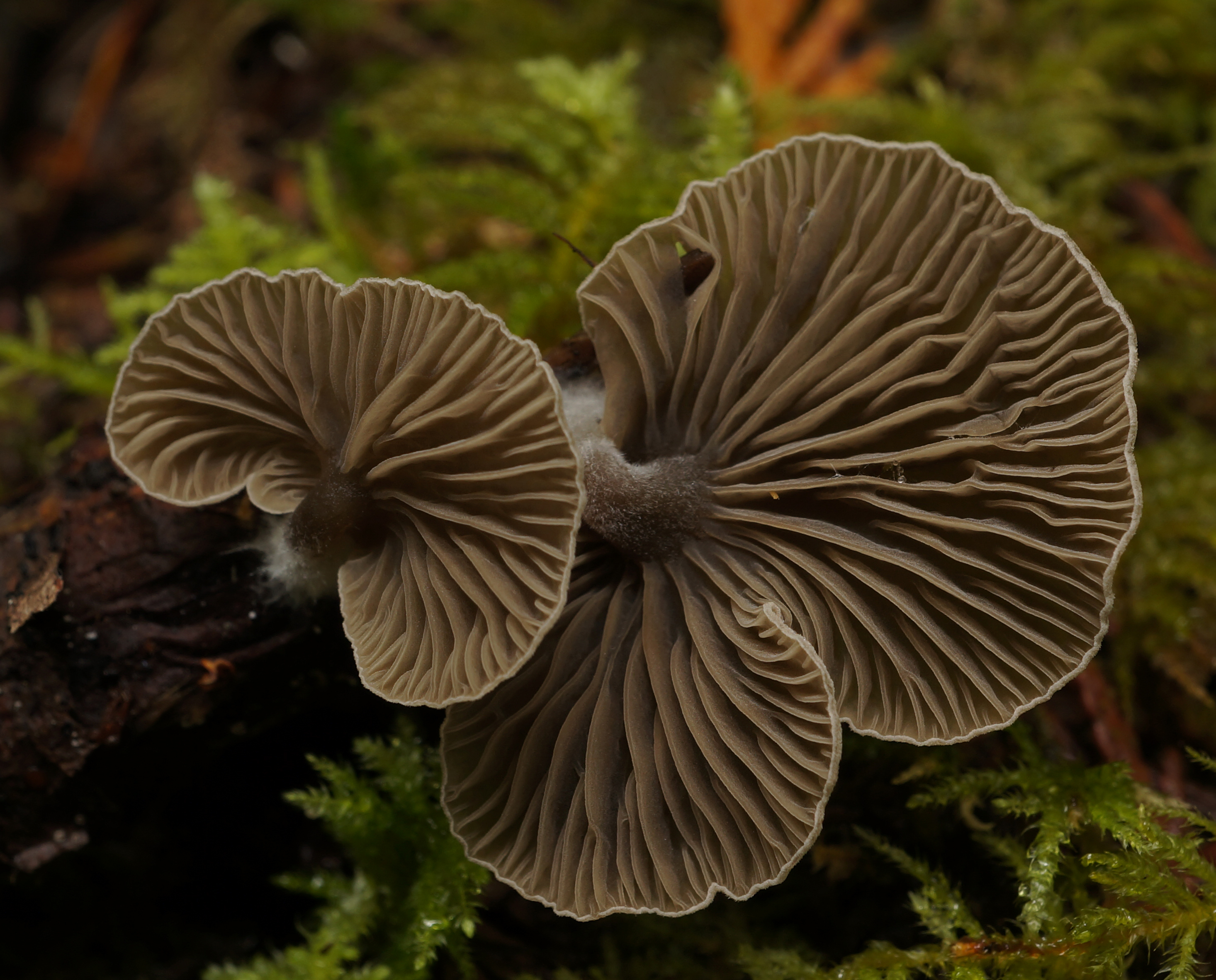

Języczek półkolisty (Arrhenia acerosa (Fr.) Kühner) – gatunek grzybów z rodziny wodnichowatych (Hygrophoraceae).

## Systematyka i nazewnictwo
Pozycja w klasyfikacji według Index Fungorum: Arrhenia, Hygrophoraceae, Agaricales, Agaricomycetidae, Agaricomycetes, Agaricomycotina, Basidiomycota, Fungi.
Po raz pierwszy gatunek ten opisał Elias Fries w 1821 r. nadając mu nazwę Agaricus acerosus. Obecną, uznaną przez Index Fungorum nazwę, nadał mu Robert Kühner w 1980 r.
Ma 14 synonimów. Niektóre z nich:
- Leptoglossum acerosum (Fr.) M.M. Moser 1978
- Omphalina acerosa (Fr.) M. Lange 1981
- Panellus acerosus (Fr.) Z.S. Bi 1987
- Phaeotellus acerosus (Fr.) Kühner & Lamoure 1972[2].

Polską nazwę zaproponował Władysław Wojewoda w 2003 r.

## Morfologia
Owocniki
Łopatkowate, wachlarzowate lub nerkowate na krótkim trzonie lub beztrzonowe. Miejsce przyczepu do podłoża pokryte białymi włoskami. Kapelusz o średnicy do 15 mm. Brzeg początkowo podwinięty, potem wyprostowany, klapowany. Górna powierzchnia gładka, szarobrązowa. Blaszki średnio gęste, nierozwidlone, niektóre przy brzegu ciemniejsze od kapelusza.
Cechy mikroskopowe
Strzępki tramy o szerokości około 3–10 µm, szkliste, niektóre z brązowym, zaschniętym pigmentem. Strzępki skórki promieniowo stłoczone, o szerokości 3–10 µm, w przybliżeniu cylindryczne, cienkościenne, żółto-jasnobrązowe z rzadką inkrustacją. Strzępki w miejscu mocowania do podłoża szkliste, cylindryczne, długie i tworzące wiązki. Sprzążki występują u podstawy podstawek i we wszystkich strzępkach. Podstawki 21–25 × 6–7 µm, 4-zarodnikowe. Cystyd brak. Bazydiospory (5,8)6,8– 8,7(9,7) × 3,4–3,9(4,4) µm, średnio 7,4 × 3,8 µm, Q = 1,4–2,5, średnio 2,0, wąsko eliptyczne do nieco łezkowatych, tępe, z wydatnym apiculusem, szkliste, gładkie.

## Występowanie i siedlisko
Języczek półkolisty występuje na wszystkich kontynentach poza Antarktydą. Najwięcej stanowisk podano w Europie. Poza Bałkanami występuje na całym jej obszarze od Morza Śródziemnego po północne krańce Półwyspu Skandynawskiego, podano jego występowanie także na Spitsbergenie. W Polsce W. Wojewoda w 2003 r. przytoczył 10 stanowisk z uwagą, że jest to gatunek rzadki. Aktualne stanowiska podaje internetowy atlas grzybów. Znajduje się na Czerwonej liście roślin i grzybów Polski. Ma status V– gatunek zagrożony, który zapewne w najbliższej przyszłości przesunie się do kategorii wymierających, jeśli nadal będą działać czynniki zagrożenia.
Grzyb naziemny i nadrzewny, rosnący na ziemi wśród traw i mchów na polanach, rzadziej w lasach na martwym drewnie. W Polsce tworzy owocniki zazwyczaj od sierpnia do października.